# Man Down (Lied)
Man Down ist ein vom Reggae beeinflusstes Lied der von Barbados stammenden R&B-Sängerin Rihanna, von ihrem fünften Studioalbum Loud. Geschrieben wurde das Lied von Shama Joseph, Timothy & Theron Thomas und Shontelle Layne, produziert von Sham.

## Hintergrund

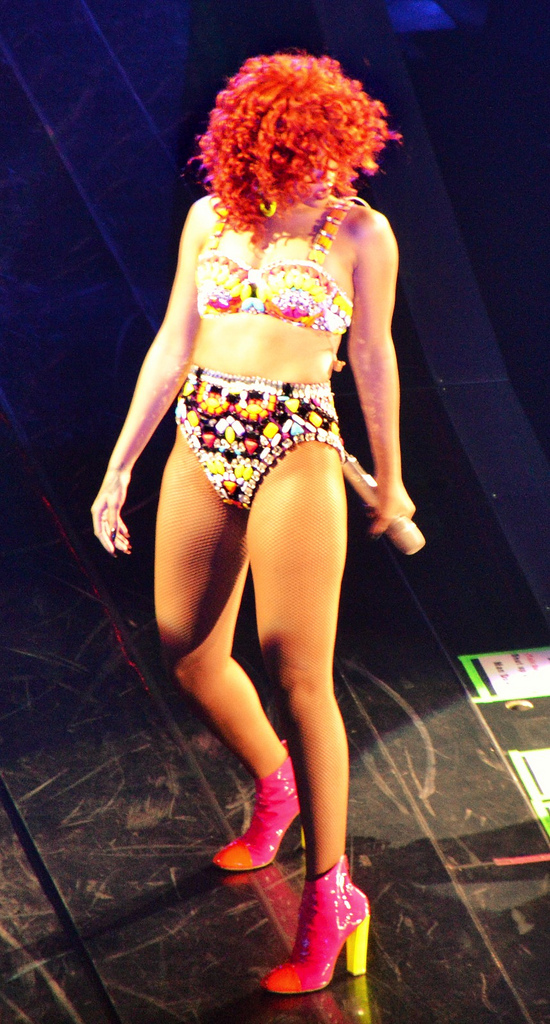
Rihanna singt „Man Down“ während ihrer Loud Tour am 4. Juni 2011.

Anfang März 2011 fragte Rihanna ihre Fans nach der nächsten Single. Via Twitter waren die Fans gebeten worden, sich zwischen „Cheers (Drink to That)“, „Man Down“, „California King Bed“ oder „Fading“ zu entscheiden. Das Lied mit den meisten Stimmen sollte die nächste Single werden. Am 12. März 2011 wurde bestätigt, dass die Fans „California King Bed“ ausgewählt haben. Dennoch beschloss man, „Man Down“ offiziell in den Vereinigten Staaten als Single mit dazugehörigem Video auszukoppeln und den Titel am 3. Mai 2011 auf dem US-amerikanischen Radiosender US-rythmic Radio zum ersten Mal zu senden. Man Down wurde am 8. Juli 2011 als Single veröffentlicht.

## Musikvideo

### Hintergrund
Das Musikvideo zu „Man Down“ wurde am 1. Mai 2011 in Portland Parish, Jamaika gedreht. Regisseur war Anthony Mandler, mit dem Rihanna schon häufig arbeitete. Mandler sprach am 16. Mai 2011 auf MTV News über das Video. Er wollte nicht zu viel verraten, aber er deutete an, dass die Fans nach der Ausstrahlung des Clips wohl darüber reden würden.

„‚Wir haben sechzehn Videos zusammen gemacht … und was wir als letztes gemacht haben und kommen wird, wird sicherlich die Meinungen der Leute spalten. Wir drehten das Video vergangenen Monat in Jamaika und es ist mein Lieblingssong, … also ich war wirklich begeistert, daran mitzuwirken. Und es ist einer dieser Songs, der starke erzählerische und visuelle Anforderungen stellt, und sagen wir einfach, sie ließ mich den ganzen Weg gehen. Also ich denke, man kann etwas, das dramatisch und schockierend und intensiv und emotional und erhebend und erhellend ist, erwarten.‘ Als er gefragt wurde, ob Rihanna eine Schusswaffe in dem Clip schwingen werde, antwortete er: ‚Ohne zu viel zu verraten, wenn du im Video nach einer Antwort suchst, wirst du nicht enttäuscht. Ich sag nur, dass es sehr spannend wird.‘“

Das Video feierte seine Premiere am 31. Mai 2011 auf BETs 106 & Park.

### Handlung
Zu Beginn des dramatischen Musikvideos erschießt Rihanna einen Mann. Die Kamera fokussiert den erschossenen Mann und Rihanna flieht. Dann springt das Video zum vorherigen Tag, wo Rihanna mit einem Fahrrad durch die Straßen Jamaikas fährt und ihre Freunde und Bekannten trifft. Zwischendurch werden Szenen gezeigt, bei denen sich Rihanna alleine in einem Schlafzimmer befindet. Später sieht man Rihanna in einem Nachtclub. Sie beginnt mit einem Mann zu tanzen und zu flirten. Es ist derselbe Mann, den Rihanna am Anfang des Musikvideos erschossen hat. Als er beginnt, sie zu bedrängen, weist sie ihn ab und wendet sich zum Gehen. Nachdem Rihanna den Club verlassen hat, verfolgt sie der Mann und beginnt sie zu belästigen. Sie versucht ihn abzuwehren, schafft es aber nicht und wird vergewaltigt. Danach verschwindet der Mann und lässt Rihanna weinend am Boden zurück. Verstört rennt sie nach Hause und holt eine Waffe aus einer Schublade.

### Kritische Rezeptionen und Sperrung
Die Parents Television Council (PTC), eine amerikanische Organisation, welche anstößige Inhalte im US-Fernsehen aufsucht, kritisierte Rihanna für die Darstellung einer „Mörderin“. Des Weiteren erklärte sie: „Wenn Chris Brown in seinem neuen Musikvideo eine Frau erschießen würde und es bei BET Premiere feiern würde, würden alle geschockt sein. Rihanna soll nicht bevorteilt werden und sie darf nicht einfach alles machen, was sie will.“ Die PTC kritisierte ebenfalls den Sender BET dafür, dass er das Musikvideo zu Man Down ausgestrahlt hat. Kurz nach der TV-Ausstrahlung hat die PTC das Musikvideo indiziert und gesperrt.
In einem offiziellen Statement zur Indizierung des Musikvideos von der PTC, erklärte Rihanna: „Ich bin eine 23-jährige Sängerin, welche keine Kinder hat. Ich bin einfach ein Mädchen, ich kann nur deren Stimme sein. Wir wissen alle, dass es schwierig und peinlich ist, jede anstößige Einzelheit zu indizieren. Die Musikindustrie bewacht uns nicht. Wir haben die Freizeit um Kunst zu kreieren. Lasst uns das machen! Es ist unser Job sicherzustellen, dass die Kinder nicht die gleichen Fehler machen, wie wir. Ihr könnt die Kinder nicht von der Society und vom Business verstecken, sonst werden sie es nie lernen. Das ist die wirkliche Welt!“

## Mitwirkende
Die folgenden Personen wirkten an der Entstehung des Lieds „Man Down“ mit:
| - Songwriting: Shama „Sham“ Joseph, Timothy Thomas, Theron Thomas, Shontelle Layne - Gesang: Rihanna - Instrumentierung: Shama „Sham“ Joseph | - Toningenieur: Kuk Harrell, Josh Gudwin, Marcos Tovar - Assistenz: Erik Madrid, Christian Plata, Bobby Campbell - Produktion: Shama „Sham“ Joseph |

## Kritiken
Sal Cinquemani vom Slant Magazine lobte das Lied und sagte, dass Rihanna überraschend agil in diesem Genre sei und dies momentan eine ihrer besten und zuversichtlichsten Gesangsdarbietungen sei.

## Kommerzieller Erfolg

### Chartplatzierungen
Bevor „Man Down“ eine Single wurde, debütierte das Lied in den US Hot R&B/Hip-Hop Songs Charts auf Platz 84 und stieg in der Woche vom 9. April 2011 schließlich in die Top Ten auf Platz neun. In der Woche vom 11. Juni 2011 stieg das Lied in die US Billboard Hot 100 auf Platz 94 ein und erreichte später Platz 59. Der Single gelang es auch Platz 63 der Canadian Hot 100 zu erreichen.
„Man Down“ erreichte auch in anderen Ländern Chartplatzierungen, aufgrund der Veröffentlichung in einigen europäischen Ländern im Juli 2011. Nachdem das Lied am 4. Juni in den französischen Singles Charts auf Platz 65 debütierte, wurde die Single digital veröffentlicht und stieg somit noch höher und erreichte am 25. Juli 2011 Platz eins. Das Lied ist somit Rihannas achte Top-Five-Platzierung in Frankreich nach anderen Singles aus Loud wie „Only Girl (In the World)“ und „S&M“. Außerdem ist es Rihannas zweiter Nummer-eins-Hit nach „Don’t Stop the Music“ aus dem Jahr 2007 in Frankreich. In der Schweizer Hitparade debütierte „Man Down“ am 14. Juni 2011 durch starke Downloadverkäufe auf Platz 45, danach wurde das Lied von Woche zu Woche erfolgreicher und erreichte schließlich Platz 9. Die Single stieg außerdem in die Top Ten der niederländischen Singles Chart am 6. Juli 2011 auf Platz drei ein.
Mit der Veröffentlichung des Videos gelang es dem Lied, Platz 54 der UK Single Charts und Platz 15 der UK R&B Charts zu erreichen, obwohl das Lied keine offizielle Veröffentlichung im Vereinigten Königreich hatte. Der Song erreichte auch die Top 20 in Norwegen auf Platz 17 und Belgien (Wallonien) auf Platz 19. In beiden Ländern gab es keine offizielle Veröffentlichung.
| ChartsChartplatzierungen       | Höchstplatzierung | Wochen |
| ------------------------------ | ----------------- | ------ |
| Schweiz (IFPI)                 | 9 (24 Wo.)        | 24     |
| Vereinigte Staaten (Billboard) | 59 (14 Wo.)       | 14     |
| Vereinigtes Königreich (OCC)   | 54 (11 Wo.)       | 11     |

| ChartsJahrescharts (2011) | Platzierung |
| ------------------------- | ----------- |
| Schweiz (IFPI)            | 50          |

### Auszeichnungen für Musikverkäufe
| Land/Region                  | Auszeichnungen für Musikverkäufe (Land/Region, Auszeichnung, Verkäufe) | Verkäufe  |
| ---------------------------- | ---------------------------------------------------------------------- | --------- |
| Belgien (BRMA)               | Gold                                                                   | 15.000    |
| Brasilien (PMB)              | Diamant                                                                | 250.000   |
| Dänemark (IFPI)              | Platin                                                                 | 90.000    |
| Frankreich (SNEP)            | —                                                                      | 190.000   |
| Italien (FIMI)               | Platin                                                                 | 30.000    |
| Schweden (IFPI)              | 2× Platin                                                              | 80.000    |
| Schweiz (IFPI)               | Gold                                                                   | 15.000    |
| Spanien (Promusicae)         | Gold                                                                   | 30.000    |
| Vereinigte Staaten (RIAA)    | 2× Platin                                                              | 2.000.000 |
| Vereinigtes Königreich (BPI) | Platin                                                                 | 600.000   |
| Insgesamt                    | 3× Gold · 7× Platin · 1× Diamant ·                                     | 3.300.000 |

Hauptartikel: Rihanna/Auszeichnungen für Musikverkäufe